# Mueang
Mueang o müang ([mɯaŋ]; in lingua lao: ເມືອງ, traslitterato: mueang o muang; in thailandese เมือง, mueang o muang ; in lingua vietnamita: mường; in lingua shan: mong; in cinese semplificato: 勐, pinyin: měng) è il termine con cui si indicano le storiche città-Stato o Principati dei popoli Tai che nacquero a partire dal I millennio d.C. in Indocina. Tuttora molte di queste antiche municipalità mantengono tale denominazione in Thailandia, Laos, Vietnam, nello Stato Shan della Birmania e nella provincia cinese dello Yunnan.
Il termine mueang si riferisce alle antiche città-Stato e ai territori a essa subordinati, in particolare quelli coltivati in pianura e a fondo valle. In lingua thai, il popolo di tali territori era definito khon mueang (คนเมือง), in contrapposizione ai popoli non civilizzati delle foreste, khon pha (คนป่า), e delle montagne, khon dòi (คนดอย). Gli antichi abitanti di Lanna si autodefinivano Khon mueang, mentre il termine Tai yuan con cui sono conosciuti è di origine siamese o birmana.
Un modello di sviluppo analogo a quello delle muang lo ebbero le kedatuan, città-Stato o regni formati nell'Insulindia e nella parte meridionale della penisola malese dalle popolazioni proto-maleo-polinesiache, in particolare nei territori controllati dall'Impero Srivijaya.

## Storia

### Premesse
Tra il I ed il V secolo, la crescente influenza del Regno di Funan diffuse nel sud dell'Indocina la civilizzazione indù, che  venne sviluppata nei secoli successivi dai regni di Chenla e di Champa, situati rispettivamente nei territori delle odierne Cambogia e Vietnam meridionale. L'Impero Khmer, sorto alla fine dell'VIII secolo dalle ceneri di Chenla, si estese in gran parte dell'Indocina ed assunse per 500 anni il ruolo di guida dell'Induismo nella regione. A partire dal VI secolo si diffuse anche la cultura Dvaravati, influenzata dall'emergente popolo Mon, che contribuì alla diffusione del buddhismo nella regione.
Fu in questo contesto che, tra il IV e l'VIII secolo, si formarono in Indocina le prime municipalità, fondate principalmente dai Mon, che fiorirono soprattutto nei territori delle odierne Bassa Birmania, Thailandia Centrale e Laos. I Khmer conquistarono buona parte delle città-Stato Mon orientali ed imposero l'induismo, mentre il buddhismo continuò a prosperare nei principati birmani. L'egemonia di queste due etnie in quei secoli è testimoniata dal termine mon khmer, riferito alla famiglia linguistica che comprende gli idiomi delle varie popolazioni ad esse correlate.

### Arrivo nel sud-est asiatico dei popoli Tai e primemueang
Tra il X ed il XII secolo, con il progressivo declino del settentrionale Regno di Dali, si intensificò la migrazione dal sud della Cina di vari popoli Tai, che gradualmente si insediarono in una vasta fascia di territori compresi tra il nord-est dell'India ed il nord del Vietnam. Gli insediamenti dei Tai diedero luogo a diversi sottogruppi etnici, tra i quali sarebbero emersi i Lao, i Tai Lü ed i Tai Yuan nelle valli del Mekong, i Siamesi in quelle del Chao Phraya e gli Shan in quelle del Saluen. Tra il XIII e il XIV secolo, tali gruppi avrebbero abbracciato la fede del buddhismo theravada, che si affermò in quasi tutta l'Indocina. I Tai presero gradualmente l'egemonia sulle vecchie municipalità esistenti, a cui diedero il nome mueang, ed il loro signore fu chiamato chao o jao (in thai: เจ้า). L'economia si basava soprattutto sul commercio e spesso il chao veniva scelto per la sua abilità in questo campo, più che per le sue doti di guerriero.

### Organizzazione sociale e politica
Le prime mueang ad essere fortificate furono quelle delle valli ai piedi delle montagne. Mentre le municipalità Khmer utilizzavano per l'irrigazione gli artificiali baray, capienti stagni che raccoglievano in prevalenza acque piovane, i Tai le fondarono lungo i fiumi, per l'irrigazione fu approntato un sistema di canali e briglie (mueang fai) e la coltura prevalente fu quella del riso. I luoghi preferiti erano i meandri dei fiumi, dove veniva scavato un canale per completare il fossato difensivo. Fino a quando le mueang rimanevano in un ambito locale e circoscritto, il chao era come un latifondista, quando si allargavano con la bonifica di terreni incolti o con la conquista di altri territori il chao ne affidava la gestione a un subordinato e diventava un sovrano. I tributi che esigeva consistevano in donazioni o corvée in misura diversa a seconda dell'importanza del soggetto. Agli schiavi, che di solito erano membri deportati di altre comunità sottomesse, era proibito l'accesso alle coltivazioni.
Poche mueang divennero grandi città, sia per le condizioni ambientali e climatiche che favorivano frequenti epidemie che per gli attacchi militari subiti. Raramente venivano scelte località lungo la costa, vulnerabili agli attacchi nemici e alle incursioni dei pirati. Gli insediamenti siamesi che godevano delle migliori condizioni ambientali (clima, confluenza di fiumi, collina al suo interno, facilità di costruire il fossato, fertilità della terra ecc.) erano chiamati chaiyaphum (insediamento vittorioso), ed il chao locale pubblicizzava i propri contributi allo splendore della mueang con i successi in battaglia, la costruzione di importanti templi e palazzi, l'organizzazione di festival e altri eventi, garantendo la disponibilità di cibo e acqua, promettendo tasse ridotte e la libertà di commercio.

### Lemueangdiventano capitali di grandi regni
Con la conquista del Regno di Dali e la distruzione del Regno birmano di Pagan da parte dei Mongoli di Kubilai Khan, e con il declino dei Khmer e dei Mon, i popoli Tai presero definitivamente il sopravvento nella regione. Le maggiori mueang assorbirono progressivamente quelle minori unificando quelle di una stessa valle in federazioni a capo delle quali furono posti parenti stretti del chao vittorioso. Questi faceva deportare i migliori artigiani delle mueang conquistate per abbellire la propria, in particolare per la costruzione di templi consacrati al nuovo buddhismo theravada giunto da Sri Lanka, che nel giro di qualche anno si diffuse enormemente. Nel XIII e XIV secolo, una serie di conflitti portò alla formazione dei grandi regni di Chiang Hung (l'odierna Jinghong) dei Tai Lü, di Lanna dei Tai Yuan, con grandi capitali come Chiang Rai e Chiang Mai, di Sukhothai e Ayutthaya dei Siamesi, e di Lan Xang dei Lao, con la prima capitale a Mueang Sua, l'odierna Luang Prabang.
Gli Shan non formarono un regno unificato ma una confederazione di mong che trasse vantaggio dalla distruzione di Pagan conquistando in poco tempo la maggior parte dell'Alta Birmania e penetrando nei territori di Dali. Il principe Shan di Mong Mao guidò un esercito di 9 000 uomini nella regione del Brahmaputra, dove fondò il Regno Ahom. La minaccia dei Mongoli, che nel 1260 avevano conquistato l'Impero cinese fondando la dinastia Yuan, ebbe il maggiore impatto su Lanna e Sukhothai, che si allearono con la piccola mueang di Phayao in funzione difensiva. Dopo aver resistito con successo a ripetuti attacchi, i tre regni si impegnarono ad inviare tributi all'imperatore in cambio dell'indipendenza.

### Lemueangtributarie
Questi nuovi Stati per lungo tempo non furono centralizzati e nelle mueang minori assorbite venivano lasciati al potere i chao, che divennero una sorta di feudatari del sovrano, a cui versavano tributi e inviavano soccorsi militari in caso di emergenze per mantenere una precaria forma di autonomia. In cambio il sovrano del regno assegnava loro titoli nobiliari e garantiva protezione militare; per assicurarsene la fedeltà spesso ne prendeva in sposa una figlia. Alcune di queste mueang mantennero l'indipendenza diventando dei piccoli regni autonomi ed altre divennero regni vassalli, a volte anche di due o tre Stati contemporaneamente. I villaggi restarono nell'orbita delle rispettive mueang, le più piccole delle quali venivano inserite nella giurisdizione di quelle più grandi e così via, secondo un criterio piramidale che prese il nome di sistema mandala.

### Formazione degli Stati centralizzati e declassamento dellemueang
Le mueang persero importanza con l'arrivo dei colonizzatori britannici e francesi nell'Ottocento. La penetrazione britannica nella penisola malese ebbe inizio nel 1800. Nel 1819 la penisola fu acquistata Singapore; nel giro di circa 100 anni, i britannici ottennero con un protettorato il controllo di un'area che comprendeva quasi tutta la penisola e il Borneo. Con le tre guerre anglo-birmane avvenute tra il 1824 e il 1886, l'Impero britannico fu in grado di annettere il Regno di Birmania al Raj britannico in India. Dal Seicento la Birmania controllava le měng dei tai lü del Regno di Chiang Hung, nei territori dell'odierna provincia sudoccidentale cinese dello Yunnan, e dopo la sottomissione ai britannici Chiang Hung passò definitivamente sotto il controllo dell'Impero cinese.
I francesi ottennero il protettorato sulla Cambogia nel 1863, assunsero il controllo della Cocincina nel 1867 e dell'intero Vietnam nel 1885. Nel 1887 fu istituita la colonia chiamata Unione indocinese che comprendeva i protettorati di Cambogia, Cocincina, Annam e Tonchino, ribattezzata in seguito Indocina francese. Con la vittoriosa guerra franco-siamese del 1893, i francesi ottennero dal Siam tutti i territori laotiani sulla riva orientale del Mekong e nei quindici anni successivi imposero ai siamesi la cessione delle province occidentali cambogiane e ampi territori ad ovest del Mekong.
L'unico Paese del Sud-est asiatico a mantenere l'indipendenza fu il Siam, che nel timore di essere colonizzato fece importanti innovazioni amministrative per la centralizzazione dello Stato. Nel 1899 re Rama V proclamò l'istituzione dei monthon, suddivisioni politico-amministrative di primo livello del regno sotto la cui giurisdizione furono raggruppate le varie mueang, con speciali commissari nominati dal monarca che gradualmente andarono a sostituire i vecchi governatori o sovrani tributari, entrambi tradizionalmente al potere per aver ereditato la carica da un familiare.

## Distribuzione odierna dellemueang
Con la formazione degli Stati moderni, il termine thai-laotiano mueang e le sue traduzioni nelle lingue dei Paesi vicini sono rimasti in uso nel Sud-est asiatico. In alcuni casi costituiscono il nome della città o del distretto e in altri casi sono utilizzate per indicare una suddivisione amministrativa.

### Thailandia
In Thailandia vengono chiamati mueang i distretti (in thai: อำเภอ, trascrizione RTGS: amphoe) posti a capoluogo delle province (in thai: จังหวัด, RTGS: changwat), che prendono il nome di amphoe mueang (อำเภอเมือง). Le città intermedie thailandesi con un numero di abitanti tra i 10 000 e i 50 000 vengono chiamate thesaban mueang (เทศบาลเมือง). Si è anche conservata la tradizione di chiamare mueang gli Stati, uno dei modi con cui i thai chiamano la stessa Thailandia è Mueang Thai (เมืองไทย).

### Laos
In Laos viene oggi chiamato mueang il distretto, la maggiore unità amministrativa in cui si suddivide la provincia (in lao: ແຂວງ, traslitterato: khwaeng). Al pari della Thailandia, spesso anche in Laos il termine Stato viene tradotto con la parola mueang.
L'antico Principato di Mueang Sua, l'odierna Luang Prabang, unificò le altre mueang del medio Mekong e delle zone montane a nord per formare nel 1354 il primo grande Stato Lao, il Regno di Lan Xang. Un principato del mandala Lao che seppe mantenere per secoli un buon grado di autonomia fu quello di Mueang Phuan, che controllava i territori dell'odierna provincia di Xiangkhoang, nel nord-est del paese.

### Cina
Nella provincia cinese dello Yunnan è compresa la Prefettura Autonoma Dai di Xishuangbanna (in cinese: 西双版纳傣族自治州) , situata ai confini con il Laos. Buona parte della sua popolazione fa parte delle etnie dai, ed in particolare di quella dei tai lü. La prefettura ha preso l'antico nome tai lü della zona, Sipsongpanna (in thai: สิบสองปันนา, lett. 12.000 campi di riso), dove fiorì il regno che aveva la capitale a Mueang Hung o Chiang Hung, l'odierna Jinghong. Oltre al distretto di Jinghong, vi sono altri due distretti nella prefettura che fanno capo alle mueang (in pinying: měng) di Mengla e Menghai.

### Vietnam
In lingua vietnamita, il termine mueang viene scritto mường, e vi sono tuttora diverse mường nelle zone settentrionali del Paese. La famosa Dien Bien Phu fu un'importante mueang del popolo Lao, una cui leggenda la identifica con Mueang Theng (in vietnamita: Mường Thanh), la città dove scese dal cielo Khun Borom, il capo-stipite dei popoli Tai. Dien Bien Phu è oggi il capoluogo della provincia nord-occidentale di Dien Bien. All'interno della provincia, la cui popolazione è in gran parte tai lü, vi sono diverse mường, tra cui quelle di Muong Nhe e di Muong Cha.

### Birmania
Le mueang si svilupparono in Birmania grazie all'etnia Tai degli Shan, strettamente collegata ai Tai Yuan della Thailandia del Nord ed ai tai lü dello Yunnan. I Principati Shan, che presero il nome di mong, si assicurarono il controllo della Birmania settentrionale spingendosi fino all'attuale Stato indiano dell'Assam. I principi che li reggevano furono chiamati saopha, come nei territori delle odierne Thailandia e Laos, dove si chiamavano chao fa (in thai: เจ้าฟ้า, in lao: ເຈົ້າຟ້າ).
Il primo principato importante degli Shan fu quello di Mong Mao, sorto nel XIII secolo attorno all'attuale frontiera tra la Birmania e lo Yunnan. In seguito, quella parte dei mong shan che si erano integrati con l'etnia bamar contribuirono a fondare il Regno di Ava, con capitale nella stessa Ava, che sarebbe stata la capitale della Birmania dal 1364 al 1555. Dopo il declino del regno, le mong Shan continuarono ad avere grande influenza confederandosi negli Stati Shan. Tuttora esistono molte municipalità negli Stati birmani settentrionali che hanno conservato il nome mong, tra le quali Mong Hsat, Mong Mao e Mong Hpayak nello Stato Shan e Mong Kawng (in birmano: Mogaung) e Mong Yang (in birmano: Mohnyin) nello Stato Kachin.